# Synecdoche, New York
Synecdoche, New York ist eine US-amerikanische Tragikomödie aus dem Jahr 2008. Regie führte erstmals Charlie Kaufman, der auch das Drehbuch schrieb und den Film mitproduzierte.

## Handlung
Der hypochondrische Theaterregisseur Caden Cotard ist verheiratet und hat eine vierjährige Tochter. Er erfährt nach der Uraufführung seiner Interpretation des Theaterstücks Tod eines Handlungsreisenden in seiner Heimatstadt Schenectady, dass er möglicherweise Probleme mit dem Nervensystem hat. Seine Ehefrau Adele zieht mit der gemeinsamen Tochter nach Berlin, um dort eine Ausstellung ihrer Miniaturbilder zu präsentieren. Es stellt sich allerdings heraus, dass sie auch nach längerer Zeit nicht zurückkehrt. Cotard geht daraufhin eine Liebesbeziehung mit der befreundeten Kartenverkäuferin Hazel ein.
Durch die Ehrung als MacArthur Fellow, die mit einem hohen Preisgeld verbunden ist, fühlt sich Cotard angespornt, ein neues, großes und wahres Theaterstück zu kreieren, das die Alltäglichkeit des gesamten Lebens abbilden soll. Für dieses mietet er eine leerstehende Lagerhalle in Manhattan an, in der er New York als Kulissen nachbauen und die Personen seiner Umgebung durch Schauspieler darstellen lässt. Auch nach jahrelanger Arbeit gelingt es ihm allerdings nicht, zum Kern seines Lebens und damit seines Stücks vorzudringen, stattdessen verschachtelt sich die Geschichte zunehmend.

## Kritiken
Lars-Olav Beier schrieb in der Zeitschrift Der Spiegel vom 23. Mai 2008, der Film sei eine „manchmal etwas verwirrende, teilweise aber auch sehr bewegende Tragikomödie“, die ihren „hypochondrischen Helden“ mit „sehr viel Humor“ zeige. Er sei „schreiend komisch (…) und tief traurig zugleich“.
Der amerikanische Filmkritiker Roger Ebert kürte den Film zum besten Film der 2000er-Jahre.

## Auszeichnungen
- Der Film wurde bei den Independent Spirit Awards 2009 in der Kategorie „Bester Debütfilm“ ausgezeichnet.
- Im Jahr 2008 konkurrierte Kaufmans Film bei den 61. Filmfestspielen von Cannes um die Goldene Palme, blieb aber unprämiert.
- 2016 belegte Synecdoche, New York bei einer Umfrage der BBC zu den 100 bedeutendsten Filmen des 21. Jahrhunderts den 20. Platz.

## Hintergründe
Der Film wurde in New York City, in Schenectady und in Woodlawn (New York) gedreht. Am 23. Mai 2008 wurde der Film auf den Internationalen Filmfestspielen von Cannes 2008 im Rahmen des Wettbewerbs vorgeführt. Synecdoche, New York war ein wirtschaftlicher Misserfolg: An den Kinokassen spielte er nur etwa 4 Millionen Dollar ein, während die Produktionskosten 20 Millionen Dollar betrugen.
Einen Ort namens Synecdoche gibt es in New York nicht. Das Wort ist einerseits die englische Schreibweise der rhetorischen Figur der Synekdoche und verweist andererseits auf die Stadt Schenectady im Bundesstaat New York.